# نارسيسو سواريز
نارسيسو سواريز (بالإسبانية: Narciso Suárez Amador)‏ هو راكب الكنو إسباني، ولد في 18 يوليو 1960 في بلد الوليد في إسبانيا.

## وصلات خارجية
- نارسيسو سواريز على موقع أوليمبيديا (الإنجليزية)